# Ukrainian Mathematical Journal
Ukrainian Mathematical Journal ist eine in englischer Sprache erscheinende mathematische Fachzeitschrift, die von Springer Publishing herausgegeben wird. Sie erscheint monatlich und veröffentlicht Arbeiten aus verschiedenen Gebieten der reinen und angewandten Mathematik, sowohl von Mathematikern des Instituts für Mathematik der  Nationalen Akademie der Wissenschaften der Ukraine als von anderen Instituten der Ukraine und weltweit.